# Kontaktpressning

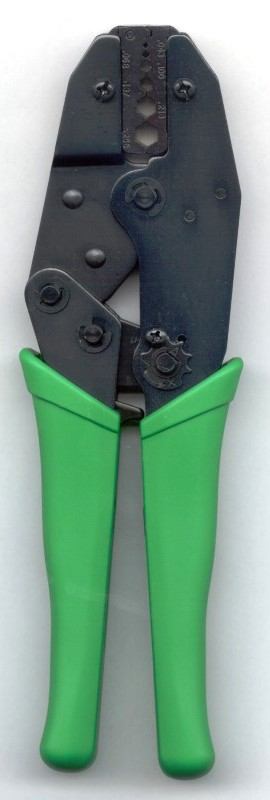
Tång för krimpning av koaxialkontakter

Kontaktpressning, eller krimpning, är en metod för att sammanfoga olika formbara ämnen genom deformering under högt tryck. Metoden används främst för elektriska kontakter till bland annat koaxialkabel och vid sammansättning av patroner vid ammunitionstillverkning och men även inom matindustrin används metoden. Ravioli och även en calzonepizza är exempel på kontaktpressning.

## Elektriska förbindningar
Inom förbindningsteknik används kontaktpressning för att skapa anslutningar mellan stift i kontaktdon och kablar utan att behöva använda mjuklödning eller en skruvanslutning.  En korrekt utförd kontaktpressning är gastät och uppvisar en övergångsresistans och miljötålighet som är jämförbar med en lödd förbindelse.  För att få hög och jämn kvalitet på förbindningarna används tänger och andra pressverktyg särskilt anpassade till såväl kontaktdon som ledararea. Pressverktyg kan drivas manuellt, med tryckluft eller elektriskt. 

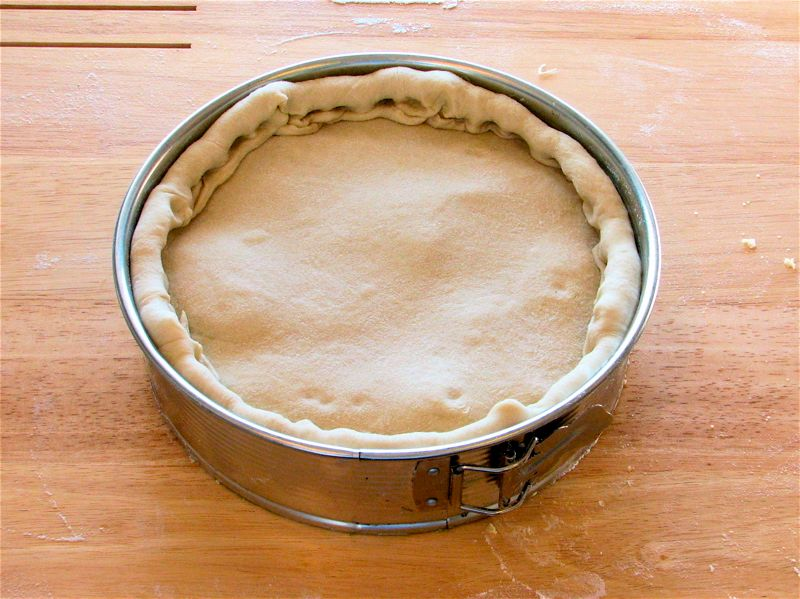
En pizza i form med kontaktpressade kanter